# قرار مجلس الأمن التابع للأمم المتحدة رقم 1693
قرار مجلس الأمن التابع للأمم المتحدة رقم 1693، المتخذ بالإجماع في 30 يونيو / حزيران 2006، بعد التذكير بجميع القرارات السابقة المتعلقة بالحالة في جمهورية الكونغو الديمقراطية، بما في ذلك القرارات 1565 (2004)، 1592 (2005)، 1596 (2005)، 1621 (2005) و1628 (2005) و1635 (2005) و1671 (2006)، مدد المجلس الزيادة المؤقتة في حجم بعثة الأمم المتحدة في جمهورية الكونغو الديمقراطية حتى 30 سبتمبر 2006.

## القرار

### أعمال
وبموجب الفصل السابع من ميثاق الأمم المتحدة، مدد المجلس زيادة عدد الأفراد العسكريين والمدنيين لمدة ثلاثة أشهر حتى نهاية أيلول / سبتمبر 2006، وكرر الطابع المؤقت للزيادة، وأعرب عن عزمه على تقليص العدد عندما لا يكون وجودها ضروريا.
وفي غضون ذلك، ذكّر القرار جمهورية الكونغو الديمقراطية بأهمية إجراء انتخابات حرة ونزيهة والامتناع عن التحريض على الكراهية والعنف. تمكنت بعثة الأمم المتحدة من مساعدة السلطات الكونغولية وبعثة الاتحاد الأوروبي في البلاد.

## روابط خارجية
- نص القرار في undocs.org